# Callistege elzei
Callistege elzei là một loài bướm đêm trong họ Erebidae.